# László Passuth
László Passuth (Budapest, 15 de julio de 1900 – Balatonfüred, 19 de junio de 1979) fue un escritor prolífico y traductor húngaro, conocido especialmente por sus novelas históricas, algunas de las cuales tratan sobre España.

## Biografía
Se diplomó en la facultad de Derecho de la Universidad de Szeged.  Trabajó como empleado de banco entre 1919 y 1950, año en que obtuvo un puesto en la Oficina Nacional Húngara de Traducción, donde permaneció hasta su jubilación en 1960. 
Comenzó a publicar sus obras a mediados de los años veinte en varias revistas como Nyugat (Occidente), Szép Szó (Bella palabra), Magyar Szemle (Panorama húngaro), Jelenkor (Actualidad), Válasz (Réplica) y otras. 
En 1933 visitó España, viaje que avivó su interés por la cultura hispánica, lo que más tarde se vio reflejado en su obra. 
Su primera novela, Eurasia, apareció en 1937. Tras ella escribió numerosas novelas con una concienzuda preparación filológica y en un estilo excepcionalmente refinado y artístico. Juzgado hoy día contradictoriamente por los amantes de la literatura, de vez en cuando se reabre la discusión sobre la lectura de sus libros.
Su primer gran éxito fue El dios de la lluvia llora sobre México (1939), novela histórica sobre Hernán Cortés y la conquista de México.
Tras la instauración del régimen comunista, después de la Segunda Guerra Mundial, su obra, vista por los nuevos ideólogos como burguesa, fue silenciada durante un tiempo. Con el correr de los años, sin embargo, Passuth, que aunque nunca fue comunista aprendió a coexistir con el régimen, ocupó un destacado lugar en la cultura oficial húngara.
En 1945 fue elegido secretario general del PEN Club húngaro, cargo que desempeñó hasta 1960, aunque entre 1948 y 1957 solo formalmente, relegado a un segundo plano, ya que en 1948 fue expulsado de la Federación de Escritores Húngaros. Tradujo de numerosas lenguas (hasta 1956 únicamente aparecieron sus traducciones). Tras 1956 regresa a la vida literaria húngara, pero solo en la categoría de “tolerado”. Sin embargo, numerosas obras aparecieron en el extranjero. Sus libros están entre los más leídos en Hungría.
Después de jubilarse en 1960, compró una pequeña propiedad en Tihany, pueblo a orillas del lago Balaton, a donde se retiró y escribió sus últimas obras.
Es padre de la historiadora del arte Krisztina Passuth.

## Obras
- A bíborbanszületett (novela histórica, Budapest, 1943); Nacidos en la púrpura, 1969
- A harmadik udvarmester, (El tercer mayordomo, novela histórica, Budapest, 1962); Más perenne que el bronce. Velázquez y la Corte de Felipe IV (Luis de Caralt, Colección Gigante, Barcelona, 1971)
- A lombard kastély (novela, Budapest, 1940-1944)
- A mantuai herceg muzsikusa (novela histórica, Budapest,1957); El músico del Duque Mantua (Luis de Caralt, Barcelona, 1966)
- Anselmus (novela histórica, Budapest, 1983).
- Aranyködben fáznak az istenek (novela histórica, Budapest, 1964); Imperia, cortesana romana (Luis de Caralt, Colección Gigante, Barcelona, 1973)
- Barlangképek (autobiografía, Budapest, 1978);
- Édenkert az óceánban (novela de viajes, Budapest, 1959)
- Emlék és folytatás (novela, Budapest, 1975);
- Esőisten siratja Mexikót (novela histórica sobre Hernán Cortés, Budapest, 1938); El dios de la lluvia llora sobre México (Círculo de Lectores, Barcelona, 1959)
- Esztergomi symposion (monografía, Budapest, 1937)
- Eurázia (novela, Budapest, 1937)
- Fekete bársonyban (novela histórica centrada en Felipe II, Budapest, 1946); Señor natural (Círculo de Lectores, Barcelona, 1967) El señor natural (Luis de Caralt, Colección Gigante, Barcelona, 1975, 2ª ed)
- Felhő és oázis (novela, Budapet, 1946)
- Forgóajtó (novela, Budapest, 1944)
- Gyilokjáró (autobiografía, Budapest, 1973);
- Hétszer vágott mező (novela histórica en dos tomos, Budapest, 1970)
- Idegenek (novela, Budapest, 1949)
- Kutatóárok (autobiografía, Budapest, 1966)
- Lagunák, (Lagunas, novela histórica, Budapest, 1958); Amor y muerte en las lagunas, (Luis de Caralt, Colección Gigante, Barcelona, 1963; 1978)
- Madrigal, (novela histórica, Budapest, 1968); Madrigal (Luis de Caralt, Colección Gigante, Barcelona, 1976)
- Medúzafej (novela histórica, 1979);
- Megszólal a sírvilág (novela, Budapest, 1959)
- Nápoly (libro de divulgación, Budapest, 1972)
- Nápolyi Johanna (Juana de Náoles, novela histórica, Budapest, 1940); La rosa de oro, (Luis de Caralt, Barcelona, 1959)
- Négy szél Erdélyben (novela histórica sobre la familia Báthory, Budapest, 1957)
- Örök Hispánia (libro de viajes por España, Budapest, 1969) Hispania Eterna
- Összegyűjtött művei; Obras (Luis de Caralt, Barcelona, 1959)
- Ravennában temették Rómát, (novela histórica sobre Teodorico el Grande, Budapest, 1963); Ravena fue la tumba de Roma  (Luis de Caralt, Barcelona, 1975)
- Rézkor (autobiografía, Budapest, 1969)
- Sárkányfog (novela histórica sobre la familia Báthory, Budapest, 1960)
- Sasnak körme között (novela histórica sobre Ilona Zrínyi, Budapest, 1956)
- Találkoztam Esőistennel (libro de viajes, Budapest, 1972); Mi encuentro con el Dios de la lluvia, (Luis de Caralt, Barcelona, 1976)
- Tíz esztendő tető alatt (autobiografía, Budapest, 1981);
- Tornyok árnyékában (artículos, estudios, notas de viajes, Budapest, 1977);
- Tört királytükör, (novela histórica, Budapest, 1974); Poker de Papas (Luis de Caralt, Colección Gigante, Barcelona, 1981)
- Víz tükrére krónikát írni (novela histórica, Budapest, 1980);